# Cristian Lobato
Cristian Lobato (Esparraguera, Barcelona, 7 de marzo de 1989) es un futbolista español que juega como centrocampista en el C. E. L'Hospitalet de la Tercera División RFEF.

## Trayectoria

### C. E. L'Hospitalet
Lobato dio sus primeros pasos como futbolista en la FCB Escola, pero en edad alevín ingresó en el Centre d'Esports L'Hospitalet. Tras varios años en las categorías inferiores del club ribereño, debutó con el primer equipo en Segunda División B la temporada 2007/08. A lo largo de tres temporadas, se fue consolidando como uno de los principales puntales del equipo franjirrojo.

### F. C. Barcelona
El verano de 2011, finalizado su contrato con el C. E. L'Hospitalet, regresó al Fútbol Club Barcelona, firmando por dos temporadas con el filial azulgrana. Ese mismo mes de julio Pep Guardiola lo convocó para realizar la pretemporada con el primer equipo por Europa y Norteamérica, llegando en un partido amistoso ante el HNK Hajduk Split de Croacia. Luego de 2 temporadas con los azulgranas, no es renovado su contrato que finalizaba en 2013 debido a su rendimiento, por culpa de una lesión, por lo que se quedó sin club.

### C. A. Osasuna
En enero de 2014 fichó por Osasuna por lo que queda de temporada. En junio de no fue renovado por el conjunto rojillo quedando libre.

### Asteras Tripolis
Para la temporada 2014-15 se compromete con el Asteras Tripolis de la Primera División de Grecia.

## Palmarés

### Títulos nacionales
| Título                   | Club               | País   | Año  |
| ------------------------ | ------------------ | ------ | ---- |
| Liga de Tercera División | C. E. L'Hospitalet | España | 2010 |